# La Vie du Christ
La Vie du Christ es un mediometraje francés de 1906, mudo y en blanco y negro. Fue producido por la casa Gaumont y dirigido por Alice Guy, y narra la vida de Jesús de Nazaret.

## Contexto
Desde 1897, el relato evangélico ha sido un recurso ampliamente utilizado en el cine. Esto se debe a la familiarización del público con estas narrativas, puesto que la ausencia de sonido del cine mudo puede llegar a ser una problemática a la hora de querer ofrecer nuevas historias. La larga tradición de representaciones del relato bíblico facilita el entendimiento de la progresión de sucesos en proyección.
Esta decantación también se debe a las consecuencias de una sentencia emitida por la Corte Suprema de los Estados Unidos con relación a derechos de autor de 1911. Esto implica la necesidad de pagar derechos al autor original de la historias, antes de que estas puedan ser utilizadas en producciones cinematográficas. La gratuidad de la Biblia, facilita ser fuente de inspiración.

## Características
Tras el éxito de la película La vie et la passion de Jésus-Christ, producida por Pathé, la compañía Gaumont decidió realizar su propia versión de la vida de Jesús de Nazaret. Para dirigirla contó con Alice Guy, por entonces principal colaboradora de Léon Gaumont y primera mujer en dirigir películas. 
Durante años se atribuyó la dirección de la película a Victorin Jasset, en parte por machismo y en parte por ser este un cineasta más conocido. Sin embargo, parece claro que Jasset solo colaboró en el rodaje de escenas realizadas en exteriores.

## Interpretación
Se señala una comparación entre este filme con otros que tratan sobre el mismo pasaje bíblico, una diferencia en cuestiones de género, siendo una gran novedad para la época porque hasta la fecha se podía ver las películas de Cristo con mayor representación al personaje masculino. Hay algunos autores que reflexionan sobre el enfoque feminista que la cineasta quiere marcar al utilizar mujeres como protagonistas en las diferentes escenas, ya que el personaje de María que aparece al principio tiene un aspecto más parecido al de una mujer a punto de dar a luz que sus predecesoras en otros filmes. Asimismo, se presentan a las mujeres junto con los milagros como el de la hija de Jairo en vez de la resurrección de Lázaro, así como en la crucifixión o resurrección de Jesús. 
De igual manera, se destaca la presencia de niñas, y ello está reflejado con los ángeles que son los que sujetan los títulos de cada capítulo. Se han hecho estudios sobre la percepción que la autora quería dar y se concluye que no quería solo mostrar a Jesús como el hombre blanco importante, sino que se llenan los espacios del cuadro con humanidad en donde los personajes interactúan con el sujeto formando parte de las tomas.